# Rocca Canavese
Rocca Canavese är en ort och kommun i storstadsregionen Turin, innan 2015 provinsen Turin, i regionen Piemonte, Italien. Kommunen hade 1 735 invånare (2017).